# Mikael Engström
Mikael Engström (* 1961 in Solna) ist ein schwedischer Schriftsteller, der vor allem wegen seiner Kinder- und Jugendbücher bekannt ist.

## Leben und Werk
Mikael Engström begann seine Schriftstellerlaufbahn mit verschiedenen Büchern über das Angeln. 1997 debütierte er als Kinderbuchautor mit dem Buch Kaspar, Atom-Ragnar och gäddkungen, das 2015 ins Deutsche übersetzt wurde. Von seinen bislang 16 geschriebenen Büchern (fünf Angelbücher, acht Kinderbücher, drei Jugendbücher) sind mit Brando - Irgendwas ist immer! (2003), Steppo - Voll die Krise (2006), Ihr kriegt mich nicht! (2009), Ida, Paul und die fiesen Riesen aus der Dritten (2012) und Ida, Paul und die Dödeldetektive (2012) erst fünf Bücher in deutscher Übersetzung erschienen, die alle von Birgitta Kicherer ins Deutsche übertragen wurden. Mikael Engströms Bücher sind neben dem Deutschen ins Englische, Niederländische, Italienische, Dänische, Französische, Norwegische und Finnische übersetzt. In Deutschland wurde sein Buch Brando - Irgendwas ist immer! für den Deutschen Jugendliteraturpreis nominiert und erhielt außerdem den LUCHS des Monats im Februar 2008.

## Kritiken
Brando - Irgendwas ist immer!
- FAZ: „Engström hat den Zwölfjährigen genau aufs Maul geschaut. Deren Sprache ist auf kunstvolle Weise authentisch. In ihr schwimmt auch vieles Unausgesprochene, über das manchmal bewußt, aber meistens unbewußt hinweggeredet wird, aber so, daß man es bei der Lektüre durchschaut. Brando, Larsa und der etwas unheimliche Ola gewinnen so ganz eigene Konturen. Unsere Sympathien haben sie schon lange, denn sie sind nicht nur ganz lebenstüchtige Bürschchen, wenn auch auf etwas verquere Weise. Es zeichnet sie auch ein besonderer Sinn für Fairneß und spontane Freundschaftlichkeit aus, was sie fast schon zu so etwas wie Rollenmodellen für Gleichaltrige macht. Am Ende, das Buch liest man mit roten Ohren viel rascher, als man erst gedacht hat, trennt man sich gar nicht leicht von diesem Trio, dessen Erfahrungshunger, Sammlerleidenschaft und lakonische Chuzpe auf jeder Seite imponieren.“[1]
- Süddeutsche Zeitung: „Selten hat man es in der Jugendliteratur mit so köstlich tragikomischen Helden zu tun, die auf sehr originelle Weise Würde bewahren und alle Sympathien des Lesers im Sturm erobern.“[2]

Ihr kriegt mich nicht!
- FAZ: „Die große Zeit von Peter Pohl ist vorüber, der direkte, mit zunehmendem Alter manchmal auch etwas schmierige Mats Wahl ist nicht jedermanns Sache – aus Schweden kam in letzter Zeit wenig Großartiges für jugendliche Leser. Mikael Engström ist eine erfreuliche Ausnahme. Schon seine ersten beiden Romane aus den Jahren 2003 und 2006, Brando und Steppo, waren Stromstöße von Leselust und -schreck. So beißend, geistreich und zugleich herzerwärmend hatte noch niemand die Vorstadttristesse des Wohlfahrtsstaates ins Jugendbuch gebracht; dergleichen war bisher eher Sache der Krimiautoren für Erwachsene gewesen.“[3]
- Süddeutsche Zeitung: „In Mikael Engströms neuem Roman Ihr kriegt mich nicht! fragt sich der Leser, wo sind wir hier eigentlich? In Nangijala? Im Mattiswald? Selbst dem elfjährigen Helden Mik kommen immer wieder Krümel und Jonathan Löwenherz in den Sinn, wenn er an sein eigenes karges Leben denkt, mit Bruder und Vater.  Leser werden in der Geschichte an Die Brüder Löwenherz erinnert, an das Kirschblütental, manchmal an das Heckenrosental und an die Karmafälle, hinter denen Katla und Tengil lauern. In hoffnungsvollen Augenblicken lugen sogar Ronja und Birk aus Ronja Räubertochter drüben hinterm Buschwerk am Fluss hervor. Fluss – ja, hier kommen auch Huckleberry Finn und Tom Sawyer ins Spiel, selbst wenn die nordschwedische Flusslandschaft – in der sich ein großer Teil der Geschichte ereignet – nicht im entferntesten an den Mississippi erinnert und auch nicht an das liebliche Småland Astrid Lindgrens. Und bei Solna schließlich – wo Mik aufwächst – denken wir an die düstere Stimmung in Mats Wahls Adoleszenzromanen, vor allem in der Winterbucht.  Wie geht das zusammen? Durch eine kluge Dramaturgie des Autors, der – wie in seinem Romandebüt Brando – das gar nicht anheimelnde Leben eines Großstadtkindes so märchenhaft realistisch in Szene setzt (hervorragend von Birgitta Kicherer übersetzt), dass wir uns während der Lektüre keine Verschnaufpause gönnen. Für die jungen Leser ist Ihr kriegt mich nicht! ein spannender und aufwühlender Roman, für die Älteren ähnelt das Buch fast einem Gleichnis. (...) Engström verbindet das soziale Drama geschickt mit Elementen eines Abenteuerromans in schrecklich-schöner Landschaft. Er verbindet zudem die inneren Kämpfe des Kindes, das jede Orientierung verloren hat, mit einer im Hintergrund wirkenden moralischen Kraft, die Selbstbestimmung gegen Fremdbestimmung setzt.“[4]
- Die Zeit: „Wir wissen, dass Familie manchmal kein guter Platz zum Aufwachsen ist. Wir sehen es um uns herum, wir lesen davon in Zeitungen und auch in Büchern. Die Kinder- und Jugendliteratur ist reich an Geschichten über problematische Kindheiten. Meist sind es Texte, die entlang soziologischer Befunde mit mehr pädagogischem als literarischem Anspruch erzählt sind. Auch der schwedische Autor Mikael Engström bedient sich in seinem jüngsten Roman des Stoffes, aus dem diese Bücher gemacht sind: heruntergekommene Stadtrandviertel, kaputte Familien, Alkoholismus, Kriminalität, engstirnige Behördenvertreter. Er stellt seinen Helden Mik mitten in diese Welt. Er überlässt ihn Paragrafenreitern, die nur vorgeben, das Beste zu wollen. Das sind Pflegeeltern, die ihren Schützling mitleidlos im Keller einsperren oder ihn die Käfige von geifernden Hunden ausmisten lassen. Und Kinder, die abgestumpfte und böswillige Plagegeister sind. So viel Unheil lässt er auf seinen jungen Helden niederprasseln. Was Mik und uns aber rettet, das ist die Erzählkunst des Autors, die Birgitta Kicherer souverän ins Deutsche übersetzt hat. Engström ist seinem Helden spürbar zärtlich verbunden, vermeidet Pathos und hat einen ausgeprägten Sinn für Humor. Er baut in diese Odyssee durch die Hölle Erholungspausen ein, inszeniert die nordschwedische Landschaft als paradiesisches Eisland, besiedelt von skurrilen, aber liebenswerten Figuren, gut geeignet für kindliche Abenteuer. Er lässt den Jungen auch an wache und freundliche Kinder geraten, etwa an das Mädchen Pi, das weiß, wo man am besten Fische fängt und wie man sie ausnimmt, und der es etwa großes Vergnügen bereitet, an Miks Ohrläppchen zu saugen. Dass diese Idyllen kleine Inseln auf schwankendem Grund sind, daran lässt Engström keinen Zweifel. Der drohende Abgrund und die Sehnsucht nach Erlösung sind stets präsent, im Käfig voller Hundekacke wie im magisch verschneiten Wald. Dass es ganz ernst ist, um Leben und Tod geht, wird nicht zuletzt dadurch deutlich, dass Engström seinem Roman Astrid Lindgrens Die Brüder Löwenherz einschreibt. In ihm findet Mik seine Zuflucht vor der großen Schlange Einsamkeit. Von Anfang an aber sind ihm auch der böse Tengil und das Drachenweibchen auf den Fersen. In dem großartigem Showdown am Ende haben sie ihn fast: Gefangen unter der Eisdecke eines Sees, denkt er schon den letzten Satz aus Lindgrens großem Klassiker über den Tod: »Ich sehe das Licht.«“[5]

## Bibliografie
| Erstausgabe | Titel                                   | Illustration                                 | Verlag             | ISBN                                                                     | Übersetzung Erstausgabe            | Übersetzung Titel                               | Übersetzung Verlag                  | Übersetzung ISBN                                               | Übersetzung       | Kommentar                           |
| ----------- | --------------------------------------- | -------------------------------------------- | ------------------ | ------------------------------------------------------------------------ | ---------------------------------- | ----------------------------------------------- | ----------------------------------- | -------------------------------------------------------------- | ----------------- | ----------------------------------- |
| 1989        | Längtans öring                          | Mikael Engström, Elisabeth Andersson (Fotos) | Settern            | ISBN 9175863219                                                          |                                    |                                                 |                                     |                                                                |                   | Angelbuch                           |
| 1992        | Med korpen vid ån                       | Mikael Engström (Fotos)                      | Rabén & Sjögren    | ISBN 9129616921, ISBN 9789129616927                                      |                                    |                                                 |                                     |                                                                |                   | Angelbuch                           |
| 1996        | Handbok i lustfiske                     | Mikael Engström (Fotos)                      | Rabén Prisma       | ISBN 9151828529                                                          |                                    |                                                 |                                     |                                                                |                   | Angelbuch                           |
| 1997        | Nyt nappaa                              | Mikael Engström (Fotos)                      | Gummerus           | ISBN 9512050331                                                          |                                    |                                                 |                                     |                                                                |                   | Angelbuch                           |
| 1997        | Fiska i stan. Ingår i Staden på vattnet |                                              | Samfundet S:t Erik | ISBN 9197216585                                                          |                                    |                                                 |                                     |                                                                |                   | Angelbuch                           |
| 1997        | Kaspar, Atom-Ragnar och gäddkungen      | Helena Willis                                | Rabén & Sjögren    | ISBN 9129640032, ISBN 9129670713, ISBN 9789129640038, ISBN 9789129670714 | 2015                               | Kaspar, Opa und der Monsterhecht                | dtv                                 | 9433423640145                                                  |                   | Kinderbuch                          |
| 1998        | Atom-Ragnar och snömannen               | Helena Willis                                | Rabén & Sjögren    | ISBN 9129645115, ISBN 9789129645118                                      |                                    |                                                 |                                     |                                                                |                   | Kinderbuch                          |
| 1999        | Atom-Ragnar och mordbrännaren           | Helena Willis                                | Rabén & Sjögren    | ISBN 9789129646375                                                       |                                    |                                                 |                                     |                                                                |                   | Kinderbuch                          |
| 2001        | Kaspar och snömannen                    | Helena Willis                                | Rabén & Sjögren    | ISBN 9789129654646                                                       |                                    |                                                 |                                     |                                                                |                   | Kinderbuch                          |
| 2001        | Dogge                                   |                                              | Rabén & Sjögren    | ISBN 9129654378, ISBN 9189646231                                         | Hardcover: 2003, Taschenbuch: 2005 | Brando - Irgendwas ist immer!                   | Hardcover: Hanser, Taschenbuch: dtv | Hardcover: ISBN 9783446203037, Taschenbuch: ISBN 9783423622455 | Birgitta Kicherer | Jugendbuch                          |
| 2003        | Kaspar och båtsnurran                   | Helena Willis                                | Rabén & Sjögren    | ISBN 9129657350                                                          |                                    |                                                 |                                     |                                                                |                   | Kinderbuch                          |
| 2003        | Satans tjuv                             |                                              | Rabén & Sjögren    | ISBN 9129657202, ISBN 9789129657203                                      | 2006, Neuausgabe: 2008             | Steppo - Voll die Krise                         | Hanser, Neuausgabe: dtv             | ISBN 9783423623582, Neuausgabe: ISBN 9783446207028             | Birgitta Kicherer | Jugendbuch                          |
| 2007        | Isdraken                                |                                              | Rabén & Sjögren    | ISBN 9129662516, ISBN 9129682215, ISBN 9789129662511, ISBN 9789129682212 | 2009, Neuausgabe: 2011             | Ihr kriegt mich nicht!                          | Hanser, Neuausgabe: dtv             | ISBN 9783446233799, Neuausgabe: ISBN 978-3-423624923           | Birgitta Kicherer | Jugendbuch                          |
| 2010        | Ika & Ibsen - Onda ögat                 | Helena Willis                                | Rabén & Sjögren    | ISBN 9789129670899                                                       | 2012                               | Ida, Paul und die fiesen Riesen aus der Dritten | Hanser                              | ISBN 978-3-446238909                                           | Birgitta Kicherer | Kinderbuch                          |
| 2010        | Ika & Ibsen - Bomber och kvantskutt     | Helena Willis                                | Rabén & Sjögren    | ISBN 9789129672404                                                       | 2012                               | Ida, Paul und die Dödeldetektive                | Hanser (München)                    | ISBN 978-3-446239135                                           | Birgitta Kicherer | Kinderbuch                          |
| 2011        | Ika & Ibsen - Frankensteins katt        | Helena Willis                                | Rabén & Sjögren    | ISBN 9789129672244                                                       | 2013                               | Ida, Paul und Frankensteins Katze               | Hanser (München)                    | ISBN 978-3-446241701                                           | Birgitta Kicherer | Kinderbuch, erscheint am 28.01.2013 |
|             | Kaspar Atomragnar och snömannen         |                                              |                    |                                                                          | 2016                               | Kaspar, Opa und der Schneemensch                | Hanser Verlag (München)             | ISBN 978-3-423-43035-7                                         | Birgitta Kicherer | Kinderbuch                          |

## Auszeichnungen
- 2003: Luchs des Monats im Februar für Brando - Irgendwas ist immer!
- 2003: Eule des Monats im März für Brando - Irgendwas ist immer!
- 2003: Die besten 7 für Brando - Irgendwas ist immer!
- 2004: Nominierung für den Deutschen Jugendliteraturpreis in der Kategorie Jugendbuch für Brando - Irgendwas ist immer!
- 2005: Zilveren Zoen für Brando - Irgendwas ist immer!
- 2007: Zilveren Zoen für Steppo - Voll die Krise
- 2008: Nils-Holgersson-Plakette für Ihr kriegt mich nicht!
- 2009: Luchs des Monats im November für Ihr kriegt mich nicht!
- 2009: Die besten 7 für Ihr kriegt mich nicht
- 2010: Nominierung für den Deutschen Jugendliteraturpreis in der Kategorie Jugendbuch für Ihr kriegt mich nicht
- 2010: Empfehlung der Jury des Katholischen Kinder- und Jugendbuchpreises für Ihr kriegt mich nicht